# Technicien supérieur de maintenance d'éoliennes
Le technicien supérieur de maintenance d'éoliennes réalise des opérations techniques visant à maintenir ou rétablir une éolienne dans un état de référence lui permettant d'accomplir sa fonction requise. Il est enregistré dans le répertoire national des certifications professionnelles pour une durée de cinq ans à compter du 15 novembre 2020. Il est classé au niveau 5 du cadre national des certifications professionnelles.

## Compétences
L'arrêté du 18 novembre 2020 qui porte création du titre professionnel de technicien supérieur de maintenance d'éoliennes précise qu'il est constitué des deux blocs de compétences  : réaliser la maintenance préventive de parcs d'éoliennes et réaliser la maintenance corrective et prédictive de parcs d'éoliennes.
Au titre du premier bloc le technicien vérifie et contrôle périodiquement le parc d'éoliennes afin de les maintenir en bon état de fonctionnement ; au titre du second il se déplace sur les sites d'implantation des éoliennes pour réaliser les interventions de maintenance préventive et corrective.

## Formation
La formation assurée par l'agence nationale pour la formation professionnelle des adultes (AFPA) comprend environ 1 715 heures de formation échelonnée sur douze mois. La formation se compose de huit modules et des périodes en entreprise : identifier son milieu professionnel et les exigences spécifiques à la maintenance des éoliennes ; réaliser les interventions de maintenance sur les éléments électromécaniques d'une éolienne ; réaliser les interventions de maintenance sur les éléments d’automatisme et d’asservissement d'une éolienne ; réaliser les interventions de maintenance sur les éléments mécaniques d'une éolienne ; réaliser des interventions de maintenance sur des éléments hydrauliques d'une éolienne ; organiser la gestion de maintenance d'un parc d'éoliennes ; assurer l'organisation et la gestion de maintenance d'installations industrielles ; étudier et réaliser des améliorations de maintenance d'installations industrielles (cahier des charges d'une amélioration…).

## Débouchés
L'observatoire de l'éolien indique que le nombre total d'emplois du secteur en 2020 est de 20 200. Le nombre d'emplois consacrés à la maintenance est de 1 340 (en 2019).